# 方晓东
方晓东（2000年8月4日—），湖北襄阳人，中国大陆男歌手与男演员，武汉音乐学院畢業。

## 经历
方晓东出生于湖北省襄阳市，九岁时开始学习声乐和钢琴。
2019年6月，以男中音演唱成员身份参加湖南卫视声乐节目《声入人心》第二季。在第八期节目中，他首次登上重唱舞台。节目收官后，他为动画片《狐妖小红娘》献唱了推广曲。同年12月，随GMI36参加“声入人心Ⅱ音乐会全国巡演”。2020年1月，其参与录制的《2020央视网络春晚》在CCTV-3播出。11月，参演音乐剧《灵魂摆渡之永生》。

## 影视作品

### 電視劇/网络剧
| 首播年份 | 剧名                   | 角色           | 備註         |
| -------- | ---------------------- | -------------- | ------------ |
| 2021年   | 《初恋是CV大神》       | 陌如玉         | 网络剧       |
| 2021年   | 《我的恋人有点迷》     | 时为           | 网络剧       |
| 2021年   | 《為你千千萬萬遍》     | 鄭泽遠         | 网络剧       |
| 2022年   | 《見面吧就現在》       | 周于北           | 网络剧       |
| 2022年   | 《初次爱你》           | 安嘉先         |              |
| 2023年   | 《我回到十七岁的理由》 | 许漾           | 网络短剧     |
| 2023年   | 《万市大吉》           | 叶可乐         | 网络短剧     |
| 2024年   | 《一吻存檔》           | 江羽/楚城      | 网络短剧     |
| 2024年   | 《难寻》               | 昔旧           | 网络短剧     |
| 2024年   | 《我的少年時代》       | 王寰宇(王地球) | 网络剧       |
| 2025年   | 《夺天阙》             | 尘/刹          | 网络短剧     |
| 2025年   | 《汪汪的爱不说谎》     | 汪鸣           | 抖音网络短剧 |
| 待播     | 《人鱼》               |                | 网络剧       |
| 待播     | 《谁杀了画眉鸟》       | 陆岩崇         | 网络短剧     |
| 待播     | 《闻香记》             | 白港生         | 网络剧       |
| 待播     | 《蝉》                 | 肖越           | 网络剧       |
| 待播     | 《我的鸵鸟先生》       |                | 网络剧       |